# Федерація студентів Гонконгу
Федерація студентів Гонконгу або ФСГ (кит. трад.: 香港專上學生聯會) — найбільша студентська організація в Гонконгу. Вона складається з студентських спілок восьми закладів вищої освіти Гонконгу. Налічувала 51 779 членів станом на березень 2006 року. Головна мета мета ФСГ — це сприяння студентським рухам та активізації взаємодії студентів і суспільства.
Генеральний секретар федерації — Алекс Чоу Юн-Кан.
Рада (代表 會) формується представниками студентських об'єднань вишів, які обираються студентами вишів. Рада призначає виконавчий Постійний комітет.
ФСГ — одна із ключових рушійних сил Революції парасольок.

## Історія

### Про-комуністичний період
Федерація була заснована в травні 1958 року, як представницький орган студентства. Тоді до федерації увійшли чотири університетські спілки. Перший комітет складався з 7 студентів.
У 1971 році під час конфлікту навколо островів Сенкаку в момент передачі адміністрації Сенкаку/Дяоюйдао від США до Японії деякі студенти Гонконгу створили асоціацію під назвою Гонконзький Комітет із захисту островів Дяоюйдао (香港 保衛 釣魚台 行動 委員會) 14 лютого. Комітет провів демонстрації біля японського консульства в Гонконзі. Було арештовано 21 особу, 7 з яких були студенти. 17 квітня Студентська спілка Гонконзького Університету провела мирну демонстрацію за участі близько 1000 студентів. 7 липня федерація, на той час перебуваючи поза законом, провела велику демонстрацію, деякі студенти були арештовані поліцією Гонконгу. 13 травня 1975 року федерація організувала «Протести 13 травня» як останню акцію щодо тих подій.
З 1975 року до 1976 року Постійний комітет федерації підтримував Культурну революцію в Китаї, що розлютило деяких студентів, які об'єдналися навколо Мак Чунг Мана, який повів студентів протестувати проти комуністів. Федерація розкритикувала Мана, а її голова звинуватив його у виступі «проти всіх китайців». Багато студентів були ображені такою заявою голови, тому вибори 1976 року до ФСГ пройшли у дискусії, як саме співіснувати різним поглядам.
У квітні 1977 року Студентська спілка Гонконзького університету запропонувала скасувати анти-консервативну спрямованість федерації, проте Постійний комітет відмовився голосувати. На знак протесту всі представники Студентської спілки Гонконзького університету оголосили про вихід з конференції.
У квітні 1979 року федерація провела меморіальний захід пам'яті Руху 4 травня, проте в акції взяли участь лише окремі студенти. Таким чином вони показали, що студентство буде стояти осторонь від заплутаних політичних дій федерації.
У 1980-х роках, федерація почала підтримувати демократичні рухи у Тайвані і материковому Китаї.
У 1981 році видання «Hong Kong Standard» виявило, що ФСГ знаходиться у «Червоному списку» урядового Постійного комітету з груп інтересів (SCOPG). У доповіді описано цю групу як «про-комуністичну».
У березні 1983 року федерація звинуватила Коледж Шу Янь у корупції і подала скаргу до Незалежної комісії по боротьбі з корупцією Гонконгу, проте кампанія виявилася невдалою.

### Про-демократичний вибір
Після 1984 року федерація повністю змінила свою мету від підтримки комунізму на підтримку демократичного розвитку. Студенти стали вимагати повної демократії в Гонконзі.
У лютому 1989 року близько 4000 студентів бойкотували заняття в знак протесту проти політики відділу освіти уряду Гонконгу.
Під час подій на площі Тяньаньмень 1989 року федерація взяла участь у демонстраціях і страйках у Китаї. 20 травня, незважаючи на попередження про тропічний циклон 8-го рівня, тисячі студентів продовжували великі демонстрації. Після різанини студенти всіх вузів припинили відвідувати заняття на знак протесту. З тих пір щороку відбуваються меморіальні заходи. У 1991 році там відбулися протести на підтримку Ванг Дана, проте поліція заявила, що це був незаконний протест і винесла попередження комітету, це ще більше розлютило студентів.
З 1990-х федерація почала турбуватися про щоденні події в Гонконзі вже не тільки в сфері освіти та політики.
В 2003, 2004 і 2005 роках, федерація взяла значну участь у Марші 1 липня. Під час одного з них, у 2004 році, студенти стали найважливішою складовою протесту.
Лестер Шум — віце-секретар і активний діяч в Революції парасольок.

## Список учасників
Гонконзька федерація студентів формується студентськими спілками з 8 установ:
- Студентський Союз Гонконзького університету[en]
- Китайський Університет[en] (Студентський союз)
- Гонконзький політехнічний університет (Студентський союз)
- Міський Університет[en] (Студентський союз)
- Баптистський Університет Гонконгу[en] (Студентський союз)
- Університет Лінгнан[en] (Студентський союз)
- Гонконзький Університет Шу Янь[en] (Студентський союз)
- Гонконзький університет науки і технології[en] (Студентський союз)
  - Кандидат у члени: Шаблон:Не перекладено5 (Цинь-Йі) (Студенстський союз)
  - Дружня організація: Гонконзький інститут освіти[en] (Студентський союз)

| Період | Рік       | Секретаріат          | Секретаріат                                     | Представник Ради | Представник Ради | Представник Ради | Представник Ради            | Постійний комітет |
| Період | Рік       | Генеральний секретар | Інші члени                                      | голова           | Заступник голови | Секретар         | Центральні представники     | Постійний комітет |
| 54й    | 2011-2012 | Дейсі Чан            | -                                               | Сам Вонг         | Лео Танг         | -                | Фредрік Фен                 | -                 |
| 55й    | 2012-2013 | Семуель Лі           | Бен Лем (заступник)                             | Джекі Лі         | Роуен Тан        | Лео Танг         | Квіні Чу Дейсі Чан Сем Вонг | -                 |
| 56й    | 2013-14   | Едді Чан             | Вілліс Хо (заступник) Джонсон Енг (заступник)   | Чан Мен-фай      | Лав Кун-кіт      | Лам Сіу-кіт      | Роуен Тан                   |                   |
| 57     | 2013-14   | Алекс Чоу            | Лестер Шум                                      |                  | Ло Чук Ю Іван    |                  | Лай Чо Ін                   |                   |
| 58     | 2015-16   | Натан Ло             | Віктор Вонг (заступник) Вонг Ка Фай (заступник) | Лай Вай-Кін      | Шек Пуй-Їн       |                  | Дін Ка-Кат                  |                   |
| 59     | 2016-17   | Джекі Чан Мен-Хей    |                                                 | Вон Кін-Лон      | Суй Лін Тджхан   |                  | Шек Пуй-Їн                  |                   |